# Вестерос
Вестерос — місто в центральній Швеції, адміністративний центр Вестманланду. Розташоване на березі озера Меларен. Вестерос є сьомим містом Швеції за кількістю населення.

## Історія
Найперша назва міста була Västra Aros, де Västra належить до погоди, а Aros означає прагнення і належить до притоки Свартон озера Меларен. Ім'я було скорочене в 13 і першій половині 14 століття як væstrearoos (1331) або як Væstraaros. Латиною назва міста звучала як Аросія.
Вестерос є одним із найстаріших міст Швеції і Північної Європи. Прямо за межами міста залишився некрополь у вигляді кургану — Anundshög. Це найбільший курган Швеції. Він був побудований близько 500 р.н. е. і перевищує 68 м (74 ярдів) в ширину, і майже 9 м заввишки.
Його територія була заселена вікінгами ще до 1000 року. На початку 1000-х років Вестерос був другим за величиною містом Швеції, а в 12 столітті місто стало дієцезією.
У наступні століття були побудовані собор та монастир; готичний собор, перебудований Біргером Магнусоном на більш ранньому місці, і освячений у 1271 році, був відновлений у XIX столітті. У 13 столітті був побудований замок як оборонна споруда. Він був захоплений королем Густавом I, який перебудував його, і Ерік XIV був ув'язнений там від 1573 до 1575 року. Густав також скликав риксдаг у Вестеросі. Саме тут під час зборів риксдагу було прийнято рішення зробити Швецію протестантською і зменшити силу католицької церкви.
У 18 і 19 століттях вирощування огірка було популярним у місті, і Вестерос отримав прізвисько Gurkstaden (місто огірків), яке він зберігає донині.
До 2017 року у Вестеросі проводився щорічний захід Power Big Meet для власників та любителів класичних американських автомобілів. Подія переїхала в Лідчепінг у 2017 році, а організатори посилалися на те, що переросли доступні об'єкти у Вестеросі. Довгочасний співробітник Power Big Meet Клас Брінк натомість влаштував змагальну літню зустріч Вестероса на тому самому місці, де протягом багатьох років влаштовували Power Big Meet.

## Економіка
Вестерос переважно відомий як промислове місто, але в ньому також розвинута роздрібна торгівля та логістика. На сьогодні домінує графічна індустрія, комп'ютерна та електронна галузі, торгівля, зв'язок та послуги. У Вестеросі зареєстровано приблизно 3700 компаній з обмеженою відповідальністю. Великою галузевою областю є промислові інформаційні технології та автоматизація, які разом з Університетом Мелардален і Науковим парком Вестерос складають єдине ціле в області національних і міжнародних центрів знань.
На даний час у державному секторі працює близько 20 000 працівників, ще близько 25 000 людей працюють у торгівлі та сфері послуг.
Місто визначає себе як Västerås — Mälarstaden, що має значення «Вестерос — місто на озері Меларен». Для цього місто почало використовувати спроєктований логотип як брендинг у деяких офіційних контекстах, частково замінюючи герб. Вестерос має найбільший комерційний та рекреаційний порт у Скандинавії — він знаходиться на озері Меларен. В озері багато островів, і є туристичні човни, які виїжджають до них щодня влітку.

## Адміністративний поділ
Під час муніципальної реформи 1862 року місто Вестерос було перетворено на міський муніципалітет. Більша частина поселень перебувала в сусідніх волостях/повітових муніципалітетах. У 1967 році муніципалітет міста було розширено, перш ніж у 1971 році він став муніципалітетом Вестерос, де Вестерос з тих пір є центральним містом.
У церковному відношенні місто з 18 століття належало Вестероському соборному приходу. Частини міста також належали парафії Санкт-Іліанс (до 1946 року), Парафії Вестерос Лундбю, парафії Вестерос Баделунда та парафії Скеріке.
З 1971 по 2001 рік місто входило до юрисдикції Вестерос, а Вестерос — до юрисдикції Вестманланд з 2001 року.

### Спорт

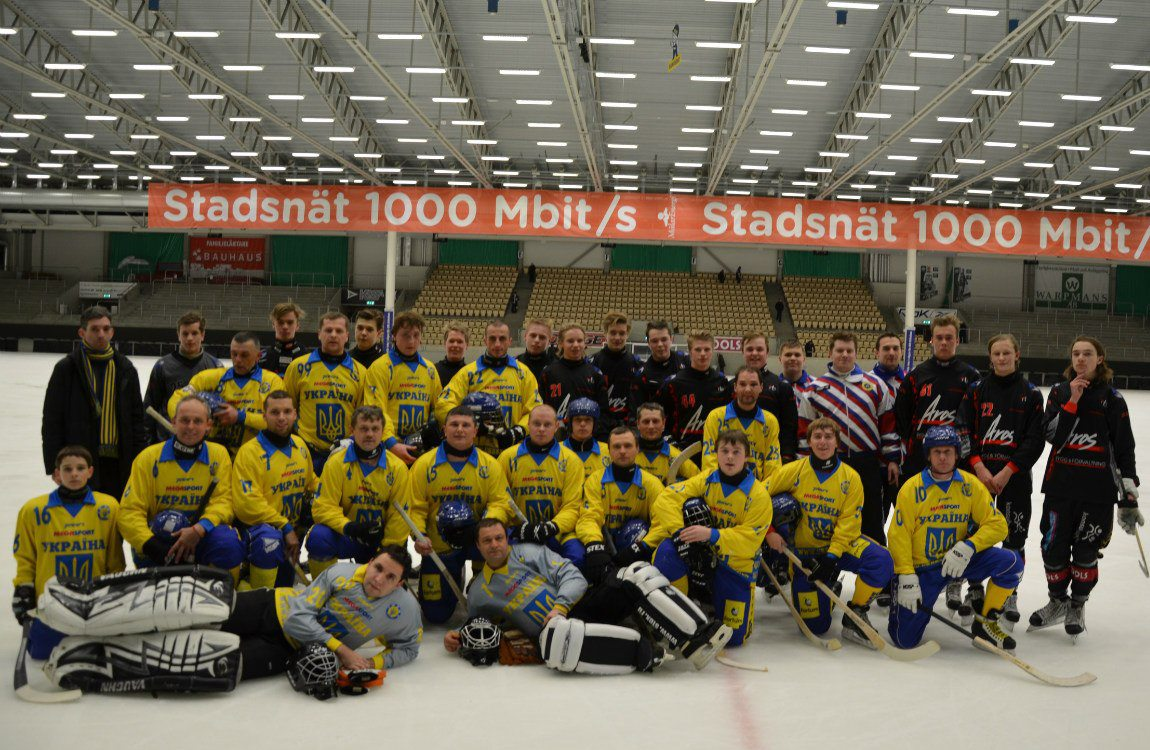
Гравці збірної України з хокею з м'ячем під час тренувального збору у Вестеросі.

## Пам'ятки архітектури
- Вестероський кафедральний собор

## Відомі уродженці
- Герда Альм (1869—1956) — шведська художниця;
- Марія Ланґ (1914—1991) — шведська письменниця, авторка детективів, педагог;
- Май Зеттерлінг (1925—1994) — шведська актриса, сценарист і режисер.